# Sorcière (film, 2020)
Pour les articles homonymes, voir Sorcière (homonymie).
Pour plus de détails, voir Fiche technique et Distribution.
Sorcière (The Reckoning) est un film d'horreur britannique co-écrit et réalisé par Neil Marshall, sorti en 2020.

## Synopsis
Angleterre, 1665. Le pays est ravagé par la Grande Peste tandis que la chasse aux sorcières bat son plein. Après avoir contracté la maladie, un jeune fermier, Joe, se pend plutôt que de contaminer sa femme, Grace, et leur nouveau-né. Abandonnée, Grace doit faire face au propriétaire de leur ferme, le notable du comté Pendleton, qui réclame le loyer en retard et lui propose de s'offrir à lui plutôt que de lui revendre ses anneaux de mariage. Mais elle refuse ses avances et il l'accuse aussitôt publiquement de sorcellerie. Désormais à sa merci ainsi que celle du plus grand chasseur de sorcières, le juge Moorcroft, qui s'est spécialisé dans l'extraction de confessions des femmes soupçonnées d'être des sorcières, Grace subit les pires douleurs physiques et psychologiques jusqu'à ce qu'elle reçoive la visite du Diable en personne …

## Fiche technique
- Titre original : The Reckoning
- Titre français : Sorcière
- Réalisation : Neil Marshall
- Scénario : Neil Marshall, Charlotte Kirk et Edward Evers-Swindell
- Photographie : Luke Bryant
- Musique : Christopher Drake
- Producteurs : Daniel-Konrad Cooper, Michael Marks, Steffen Wild et Esther Turan
- Sociétés de production : Highland Film Group et BondIt Media Capital
- Société de distribution :
  -  Royaume-Uni : Shudder
  -  États-Unis : RLJE Films / Shudder
  -  France : Metropolitan FilmExport
- Pays d'origine :  Royaume-Uni
- Langue originale : anglais
- Format : couleur - 2.35:1
- Genre : horreur
- Durée : 110 minutes
- Dates de sortie :
  - Canada : 20 août 2020 (FanTasia)
  - États-Unis : 5 février 2021
  - Royaume-Uni : 16 avril 2021
  - France :
    - 5 mai 2021 (en VOD)
    - 20 mai 2021 (en DVD et Blu-ray)

## Distribution
- Charlotte Kirk : Grace Haverstock
- Sean Pertwee : juge John Moorcroft
- Steven Waddington : Squire Pendleton
- Joe Anderson : Joseph Haverstock
- Rick Warden : Rev Malcolm
- Mark Ryan : Peck
- Bill Fellows : Sutter
- Suzanne Magowan : Ursula
- Callum Goulden : Edwin Oswald
- Leon Ockenden : Morton Tobias
- Sarah Lambie : Kate Tobias
- Emma Campbell-Jones : Jane Hawthorne
- Ian Whyte : le Diable
- Maximilian Slash Marton : The Stable Boy
- Oliver Trevena : Crowley
- Tomas Engström : Smith
- Indianna Ryan : Astrid